# Casa Memorială „Ilie Pintilie”
Casa memorială Ilie Pintilie a fost un muzeu memorial înființat în 1959 în casa în care s-a născut și a trăit militantul comunist Ilie Pintilie (1903-1940) în municipiul Iași. Casa s-a aflat pe Șoseaua Iași-Ciurea nr. 28 (astăzi Bulevardul Poitiers), la poalele Dealului Cetățuia, lângă linia de cale ferată Iași-Vaslui.
În această casă a trăit între anii 1922-1935 liderul sindical Ilie Pintilie. Ulterior, în casa sa a fost organizat un muzeu al mișcării muncitorești ieșene, aici aflându-se totodată documente referitoare la acțiunile proletariatului ieșean. Aici erau aduși pionierii pentru a li se explica „trecutul glorios” al mișcării comuniste.
După căderea regimului comunist casa a fost vandalizată și a fost demolată într-o noapte fără ca autorii să poată fi identificați.